# Calumia eilperinae
Calumia eilperinae är en fiskart som beskrevs av Allen och Erdmann 2010. Calumia eilperinae ingår i släktet Calumia och familjen Eleotridae. Inga underarter finns listade.